# 快樂的家
《快樂的家》（韓語：즐거운가）是韓國SBS電視台的一檔真人實境秀綜藝節目。2014年8月31日開始播出，每集約60分鐘；自2014年11月19日調整逢星期三深夜11時獨立播出。
該節目旨在讓城市生活的藝人們到鄉下去，親自蓋出自己夢想中的房子並在其中進行生活。

## 節目成員
| 姓名   | 職業                      | 出生日期       |
| ------ | ------------------------- | -------------- |
| 李在龍 | 男演員                    | 1964年9月24日  |
| 金炳萬 | 搞笑藝人                  | 1975年7月29日  |
| 宋昌義 | 男演員                    | 1979年1月24日  |
| 張東民 | 男搞笑藝人                | 1979年7月20日  |
| 鄭糠雲 | 男演員                    | 1982年6月28日  |
| 李旼赫 | 男歌手 組合BTOB成員       | 1990年11月29日 |
| 方珉雅 | 女歌手 組合Girl's Day成員 | 1993年5月13日  |